# Kapetan (hokej na ledu)
Kapetan je poseben član hokejskega kluba, ki ga klub izbere za posamezno tekmo. Označen je s črko C na dresu. 
Po pravilih Mednarodne hokejske zveze in lige NHL je kapetan edini hokejist, ki lahko s sodniki govori o interpretaciji pravil. V primeru, da kapetana ni na ledu, pa to lahko stori tudi pomočnik kapetana, ki je označen s črko A, ostali hokejisti pa se lahko ob ugovarjanju sodnikom kaznovani. Po pravilih vlogo kapetana lahko opravlja kateri koli hokejist, z izjemo vratarja. Čeprav pravila ne določajo odgovornosti kapetanov, pa so ti praviloma vodje moštva v slačilnici, soigralce pa predstavljajo tudi v pogovorih z vodstvom kluba. Med tekmo se od kapetana pričakuje, da zna motivirati svoje moštvo. Pogosto je tudi predstavnik kluba pred javnostjo, včasih je zadolžen še za organizacijo družbenih klubskih dogodkov in slavnostne dogodke, kot je podelitev nagrad ali slavnostni buli. Izbiro kapetana običajno opravi trener v posvetu z izkušenejšimi hokejisti, praviloma je izbran eden od najbolj izkušenih hokejistov, ki je že dalj časa član nekega kluba ali reprezentance. 